# Awola (Speer)
Der Awola ist ein Speer aus Indonesien.

## Beschreibung
Der Awola (buginesisch), auch Ola, Poessoe Poessoe, Pussu Pussu (in der Region um Makassar) oder Saroba genannt, ist ein einfacher, primitiv gefertigter Speer, der aus Holz (Pinang) oder Bambus hergestellt wurde. Die Spitze war nur spitz zugeschnitzt. Der Awola wird von Ethnien auf der Insel Sulawesi benutzt.